# هنرمند مخ‌زنی
هنرمند مخ‌زنی پیکاپ آرتیست (انگلیسی: Pickup artist)(PUA) با نام اختصاری پی یو ای، شناخته شده با عنوان گروه تور کنی، یا انجمن مخ‌زنی - حرکتیست از سوی گروهی از مردان که هدف خود را موفقیت در اغواگری زنان و به دست آوردن رابطه جنسی از طریق آن می‌دانند. انجمنهای فوق از طریق اینترنت، وب سایت‌ها و بلاگ‌ها، فروم‌ها، بازاریابی (سمینارها، تبلیغات، موسسات آموزشی اغواگری) انجمن‌ها و گروه‌ها و کلوب‌ها دایر هستند و اقدام به عضوگیری و آموزش یکدیگر می‌کنند.
«دانش اغواگری»، «بازی»، یا «مطالعات کاریزما» جزو تکنیک‌ها و متدهاییست که جامعه فوق از آن برای جذب جنس مخالف استفاده می‌کنند. خیزش این گروه‌ها و شیوه‌هایشان حمل بر ظهور شکل تازه ای از هنجارهای اجتماعی و قرار گذاشتن مدرن بین دو جنس مذکر و مؤنث می‌شود چرا که استایل روابط بین دو جنس نسبت به فرم و قوانین قدیمی جنسیتی فراتر رفته. باور بر این است که کیفیت‌ها و استانداردهای زنان در جامعه غربی از فرم سنتی آن تغییر کرده و نسبت به آن روزگار افزایش یافته‌است و برای همین نیز برای کامیابی در برقراری ارتباط با جنس مخالف نیاز به شیوه‌هایی جدید و روزآمد احساس می‌شود.
این گروه‌ها از طریق وبلاگ و خبرنامه اینترنتی، بازاریابی (مثل بنرهای تبلیغاتی و برگزاری سمینارها)، گردهمایی‌ها، و همچنین صدها باشگاه محلی موسوم به «لانه» مشغول به فعالیت هستند .
ظهور علم اغوا، بازی  یا جذبه مطالعه شده را به قرار گذاشتن‌های نابسامان امروزی نسبت می‌دهند که در نتیجه برابری زن در جامعه غربی و تغییر نقش‌های سنتی جنسیت در کنار تاثیرات زیستی متفاوت زن و مرد به وجود آمده است.

## تاریخچه
اولین حرکت در خصوص اغواگری مدرن را اریک وبر با انتشار کتاب «چگونه دخترها را بلند کنیم» در سال ۱۹۷۰ کلید زد. هرچند پیش از وبر روانشناس عقلانی هیجانی، آلبرت الیس، خود را با عنوان «دختر بلند کن» معرفی کرده بود. وی نگارنه کتاب «هنر اغواگری شهوانی» که یک راهنما در زمینه راهنمایی و تشویق مردان برای به دست آوردن شجاعت و توانایی اغواگری زنان از طریق هنر «بلند کردن» بود. الیس ادعا کرد از زمانی که به ترس از مواجه با جنس مخالف از طریق روش «مواجه تدریجی» غلبه کرده، تمرینات اغواگری را روی زنان غریبه پیادهکرده‌است.
سال‌های ۱۹۷۰ و ۸۰ میلادی نویسندگان و معلمان مستقلی را به خود دید که روی این موضوع به صورت تخصصی کار می‌کردند اما هیچ انجمن و گروه سازمان یافته‌ای وجود نداشت.
بطور کلی سرآغاز پی یو ای و گروه‌های اغواگری نشات گرفته از راس جفریز و مطالعات او می‌باشد.
در بحبوحه سال ۱۹۸۰ گارگاه‌های آموزشی جفریز کلکسیونی از تکنیک‌های برنامه‌ریزی عصبی کلامی (NLP) را با نام "سرعت اغواگری" گسترش و آموزش می‌داد. او همچنین کتابی کوتاه را با عنوان "چگونه دختری که می‌خواهید را به تختتان بکشید" منتشر کرد.
دیگر فعالان این عرصه نیز در همان دوران شکل گرفتند اما با یکدیگر ارتباط نداشتند.
در سال ۱۹۹۴ لویس د پین، یکی از شاگردان جفریز، گروه خبری‌ای موسوم به اغواگری سریع (seduction.fast (ASF)) را پایه نهاد که تولدی برای جامعه اغواگری بود. همین مسئله آغازی بود بر یک سلسله از ایجاد فروم‌های گفتگوی اینترنتی، ایمیل لیست‌ها، وبلاگ‌ها و سایت‌هایی که تکنیک‌های اغواگری را نشر و گسترش می‌دادند.
در اثنای سال ۱۹۹۰ کلیفورد لی مرام‌نامه ای را تحت عنوان صدای مستقل جامعه فوق مطرح کرد. بلافاصله سایر مربیان و معلمان مخ‌زنی نیز با متدهای تأیید نشده‌ای پا به عرصه رقابت گذاشتند و با عنوان مربی جزوی از این جامعه شدند.
این جامعه با فیلم مگنولیا، که در آن تام کروز به ایفای نقش یک شخصیت کاریزماتیک که مربی مخ‌زنی است، به مقبولیت اجتماعی بزرگتری دست یافت. کارکتر فوق اقتباسی آزاد از راس جفری بود.
در سال ۲۰۰۵ میلادی روزنامه‌نگار نیل استراوس کتاب بازی:نفوذ به گروه مخفی هنرمندان‌مخزنی، کاوشی در جامعه پی یو ای، را به رشته نگارش درآورد. این کتاب به فهرست پرفروش ترین‌های نیویورک تایمز راه یافت و باعث شد تکنیک‌های جامعه اغواگری و هنرمندان مخ زنی با صدای رساتری به گوش مخاطبین برسد. همچنین این جامعه با برنامه تلویزیونی هنرمند مخ‌زنی که از شبکه کابلی وی‌اچ‌وان پخش شد بیش از پیش بین عوام مردم مطرح گردید و شناخته شد.

پیشینه گروه‌های تور کردن امروزی به سال ۱۹۷۰ و انتشار چگونه دختر بلند کنیم! توسط اریک وبر بر می‌گردد که عنوان نخستین هنرمند بلند کردن را از آن خود کرده است . با این حال پیش از او آلبرت الیس نویسنده کتاب هنر فریفتن شهوانی در سال ۱۹۶۷ خود را یک هنرمند بلند کردن زنان نامیده بود .